# Artabotrys inodorus
Artabotrys inodorus este o specie de plante angiosperme din genul Artabotrys, familia Annonaceae, descrisă de Alexander Zippelius și Friedrich Anton Wilhelm Miquel. Conform Catalogue of Life specia Artabotrys inodorus nu are subspecii cunoscute.